# Кевин Рош
Кевин Рош (на английски: Kevin Roche) е американски архитект от ирландски произход.
Заедно с партньора си Джон Динкъло Рош е начело на създаденото от тях архитектурно бюро, като продължител на работата на студиото на прославения архитект Ееро Сааринен. Двамата превръщат бюрото си в една от водещите световни архитектурни агенции от втората половина на ХХ век. Въпреки ранната кончина на Динкъло (1918 – 1981) Рош не премахва името на съдружника си от фирмата, която продължава да работи до наши дни като „Рош Динкъло и партньори“.
През 1982 г. Кевин Рош е удостоен с най-престижната награда в областта на архитектурното творчество – „Прицкер“, а през 1993 г. той получава и годишния златен медал, връчван от Американския институт на архитектите.

## Биография и кариера
Кевин Рош е роден на 14 юни 1922 г. в ирландската столица Дъблин. Въпреки това той израства в градчетата Мичълстаун, графство Корк и Кашъл, графство Типърари, където посещава католическия колеж Рокуел. След завършването му постъпва в Дъблинския университетски колеж, където през 1945 г. получава бакалавърска степен по архитектура. След натрупване на известен професионален опит, работейки последователно с архитектите Майкъл Скот в Дъблин и Максуел Фрай в Лондон, през 1948 г. Рош заминава за САЩ, където постъпва в магистърски курс към Илинойския технологичен институт при самия гуру на модернизма Лудвиг Мис ван дер Рое.
През 1950 г. Рош започва работа в студиото на друго голямо име в световната архитектура през тези години – Ееро Сааринен. Към 1954 г. той вече е главен партньор на Сааринен, асистирайки му във всички важни проекти. След смъртта на Сааринен през 1961 г. заедно с Джон Динкъло, негов колега от фирмата, Рош продължава работата на бюрото по започнатите проекти, сред които са емблематични сгради и структури като: Голямата арка на Сейнт Луис, култовия терминал на „TWA“ към Международно летище Джон Ф. Кенеди в Ню Йорк, главната сграда на корпорацията CBS в Ню Йорк, международното летище Дълъс до столицата Вашингтон и други. През 1966 г., с оглед завършване на проектите, започнати от Сааринен, Кевин Рош и Джон Динкъло променят името на студиото от „Сааринен и партньори“ на „Рош Динкъло и партньори“.

## Творби
- 1966 – Oakland Museum of California, Оукланд (Калифорния).
- 1967 – Фондация Форд, Ню Йорк
- 1969 – „Рицарите на Колумб“, Ню Хейвън, Кънектикът.
- 1969 – Пощенска палата, Кълъмбъс, Индиана.
- 1969 – Единадесет сгради в кампуса на Рочестърския технологичен институт, Рочестър.
- 1972 – „Пирамидите“ – Индианаполис
- 1972 – New Haven Coliseum, Ню Хейвън, Кънектикът (разрушен, януари 2007)
- 1975 – U. N. Plaza – Ню Йорк.
- 1975 – Център за изящни изкуства, Амхърст (Масачузетс)
- 1981 – Център за изпълнителски „Пауър“, Мичигански университет, Ан Арбър, Мичигън.
- 1983 – 800 Westchester Avenue for General Foods, Рай Брук, Ню Йорк.
- 1988 – Bouygues World Headquarters, Сен Катен ан Ивлин, Франция
- 1989 – Лио Бърнет Билдинг, Чикаго
- 1992 – Bank of America Plaza – Атланта
- 1997 – Millenia Singapore Office Buildings и хотел „Риц-Карлтън“, Сингапур
- 2001 – Нюйоркски университет, Palladium Residence Hall, Ню Йорк
- 2003 – Shiodome City Center, Токио
- 2003 – Център за изпълнителски изкуства „Скърбол“, Нюйоркски университет, Ню Йорк
- 2005 – Ciudad Grupo Santander, Мадрид
- 2005 – Securities and Exchange Commission Headquarters, Вашингтон
- 2010 – Конгресен център, Дъблин

## Галерия
| „Рицарите на Колумб“, Ню Хейвън | „Пирамидите“, Индианаполис | Фондация Форд, Ню Йорк | Конгресен център, Дъблин |
| ------------------------------- | -------------------------- | ---------------------- | ------------------------ |
|                                 |                            |                        |                          |